# Amplirhagada percita
Amplirhagada percita är en snäckart som först beskrevs av Tom Iredale 1939.  Amplirhagada percita ingår i släktet Amplirhagada och familjen Camaenidae. Inga underarter finns listade i Catalogue of Life.